# Lista de bens tombados em Juiz de Fora
A lista de bens tombados de Juiz de Fora reúne itens do patrimônio cultural e histórico de Juiz de Fora. Os atos de tombamento municipal foram realizados pela Fundação Cultural Alfredo Ferreira Lage (FUNALFA). Os tombamentos estaduais foram realizados pelo Instituto Estadual do Patrimônio Histórico e Artístico de Minas Gerais (IEPHA/MG) que está vinculado à Secretaria de Estado de Cultura de Minas Gerais.
Dentre os patrimônios tombados está o Cine-Theatro Central, sendo projetado pelo arquiteto Raphael Arcuri e concluído em 1929. Apesar de sua estrutura ser voltada para o teatro com o palco idealizado para apresentações de orquestras, óperas e balés, na década de 1930 com a popularização do cinema o edifício passou a funcionar também como cinema, desde então, tornando-se Cine-Theatro. A edificação é também reconhecida pelo IPHAN, no contexto de preservação do patrimônio cultural e histórico brasileiro.
| Imagem | Bem                                                                                               | Data de fundação | Coordenadas                  | Tombamento                                      | Referência |
| ------ | ------------------------------------------------------------------------------------------------- | ---------------- | ---------------------------- | ----------------------------------------------- | ---------- |
|        | Acervo documental do "Fundo Câmara Municipal de Juiz de Fora na 1º República"                     |                  | 21° 45′ 19″ S, 43° 20′ 39″ O | bem tombado pela FUNALFA                        |            |
|        | Agência Bradesco                                                                                  |                  | 21° 45′ 40″ S, 43° 20′ 53″ O | bem tombado pela FUNALFA                        |            |
|        | Agência Bradesco                                                                                  |                  | 21° 45′ 40″ S, 43° 20′ 53″ O | bem tombado pela FUNALFA                        |            |
|        | Alfândega Seca                                                                                    |                  | 21° 45′ 41″ S, 43° 20′ 35″ O | bem tombado pela FUNALFA                        |            |
|        | Antiga Diretoria de Higiene – DCE                                                                 |                  | 21° 45′ 31″ S, 43° 20′ 56″ O | bem tombado pela FUNALFA                        |            |
|        | Antiga Estação Ferroviária da Central do Brasil                                                   |                  | 22° 54′ 13″ S, 43° 11′ 28″ O | bem tombado pelo IPHAN                          |            |
|        | Antiga Estação Ferroviária de Santos Dumont                                                       |                  | 21° 27′ 21″ S, 43° 32′ 59″ O | bem tombado pelo IPHAN                          |            |
|        | Antiga Residência Iris Martins Vilela                                                             |                  | 21° 46′ 22″ S, 43° 20′ 49″ O | bem tombado pela FUNALFA                        |            |
|        | Antigas Instalações da Companhia de Fiação e Tecelagem Santa Cruz                                 |                  | 21° 45′ 25″ S, 43° 20′ 56″ O | bem tombado pela FUNALFA                        |            |
|        | Antigas Instalações da Fábrica Bernardo Mascarenhas                                               |                  | 21° 45′ 41″ S, 43° 20′ 41″ O | bem tombado pela FUNALFA                        |            |
|        | Antigas instalações da Companhia Industrial e Construtora Pantaleone Arcuri                       |                  | 21° 45′ 45″ S, 43° 20′ 35″ O | bem tombado pela FUNALFA                        |            |
|        | Antigo Palace Hotel                                                                               |                  | 21° 45′ 39″ S, 43° 20′ 46″ O | bem tombado pela FUNALFA                        |            |
|        | Antigo Palace Hotel                                                                               |                  | 21° 45′ 38″ S, 43° 20′ 46″ O | bem tombado pela FUNALFA                        |            |
|        | Antigos Bondes                                                                                    |                  | 21° 47′ 30″ S, 43° 22′ 02″ O | bem tombado pela FUNALFA                        |            |
|        | Apito do meio-dia                                                                                 |                  | 21° 45′ 38″ S, 43° 20′ 55″ O | bem tombado pela FUNALFA                        |            |
|        | Armazém da Antiga Estação Ferroviária                                                             |                  |                              | bem tombado pelo IPHAN                          |            |
|        | Arquibancada do Clube Hípico e Campestre                                                          |                  | 21° 43′ 37″ S, 43° 23′ 46″ O | bem tombado pela FUNALFA                        |            |
|        | Associação Comercial                                                                              |                  | 21° 45′ 33″ S, 43° 20′ 36″ O | bem tombado pela FUNALFA                        |            |
|        | Associação Comercial                                                                              |                  | 21° 45′ 35″ S, 43° 20′ 39″ O | bem tombado pela FUNALFA                        |            |
|        | Associação Cultural e Beneficente Ítalo Brasileira "Anita Garibaldi"                              |                  | 21° 45′ 10″ S, 43° 21′ 07″ O | bem tombado pela FUNALFA                        |            |
|        | Avião Monomotor PP-Gan                                                                            |                  | 21° 47′ 32″ S, 43° 23′ 05″ O | bem tombado pela FUNALFA                        |            |
|        | Banco ITAÚ, antigo BEMGE                                                                          |                  | 21° 45′ 39″ S, 43° 20′ 48″ O | bem tombado pela FUNALFA                        |            |
|        | Banco ITAÚ, antigo BEMGE                                                                          |                  | 21° 45′ 39″ S, 43° 20′ 48″ O | bem tombado pela FUNALFA                        |            |
|        | Banco ITAÚ, antigo BEMGE                                                                          |                  | 21° 45′ 39″ S, 43° 20′ 48″ O | bem tombado pela FUNALFA                        |            |
|        | Bondes no Parque da Lajinha                                                                       |                  | 21° 47′ 33″ S, 43° 22′ 01″ O | bem tombado pela FUNALFA                        |            |
|        | Busto do Doutor João Penido                                                                       |                  | 21° 45′ 35″ S, 43° 20′ 38″ O | bem tombado pela FUNALFA                        |            |
|        | Capela Nosso Senhor dos Passos                                                                    |                  | 21° 46′ 16″ S, 43° 20′ 47″ O | bem tombado pela FUNALFA                        |            |
|        | Capela de Santa Terezinha                                                                         |                  | 21° 44′ 15″ S, 43° 22′ 02″ O | bem tombado pela FUNALFA                        |            |
|        | Casa d'Itália                                                                                     |                  | 21° 45′ 52″ S, 43° 20′ 55″ O | bem tombado pela FUNALFA                        |            |
|        | Casa-sede da Fazenda Ribeirão das Rosas                                                           |                  | 21° 42′ 30″ S, 43° 23′ 04″ O | bem tombado pela FUNALFA                        |            |
|        | Castelinho dos Bracher                                                                            |                  | 21° 45′ 50″ S, 43° 20′ 31″ O | bem tombado pela FUNALFA                        |            |
|        | Centro de Estudos Murilo Mendes                                                                   |                  | 21° 46′ 18″ S, 43° 20′ 50″ O | bem tombado pela FUNALFA                        |            |
|        | Cine Palace                                                                                       |                  | 21° 45′ 39″ S, 43° 20′ 49″ O | bem tombado pela FUNALFA                        |            |
|        | Cine São Luiz                                                                                     |                  | 21° 45′ 37″ S, 43° 20′ 36″ O | bem tombado pela FUNALFA                        |            |
|        | Cine-Theatro Central                                                                              |                  | 21° 45′ 41″ S, 43° 20′ 52″ O | bem tombado pelo IPHAN                          |            |
|        | Cinema Excelsior                                                                                  |                  | 21° 45′ 31″ S, 43° 21′ 01″ O | bem tombado pela FUNALFA                        |            |
|        | Companhia Mineira de Energia                                                                      |                  | 21° 44′ 32″ S, 43° 22′ 25″ O | bem tombado pela FUNALFA                        |            |
|        | Conjunto Arquitetônico e Paisagístico do Colégio Santa Catarina                                   |                  | 21° 44′ 54″ S, 43° 21′ 25″ O | bem tombado pela FUNALFA                        |            |
|        | Conjunto Paisagístico do Instituto Granbery                                                       |                  | 21° 46′ 02″ S, 43° 20′ 41″ O | bem tombado pela FUNALFA                        |            |
|        | Conjunto da Praça da Estação                                                                      |                  | 21° 45′ 35″ S, 43° 20′ 38″ O | bem tombado pela FUNALFA                        |            |
|        | Conjunto do Parque Halfeld                                                                        |                  | 21° 45′ 40″ S, 43° 21′ 02″ O | bem tombado pela FUNALFA                        |            |
|        | Curtume Krambeck                                                                                  |                  |                              | bem tombado pela FUNALFA                        |            |
|        | Edifício CIAMPI                                                                                   |                  | 21° 45′ 39″ S, 43° 20′ 59″ O | bem tombado pela FUNALFA                        |            |
|        | Edifício CIAMPI                                                                                   |                  | 21° 45′ 39″ S, 43° 20′ 59″ O | bem tombado pela FUNALFA                        |            |
|        | Edifício CIAMPI                                                                                   |                  | 21° 45′ 39″ S, 43° 20′ 59″ O | bem tombado pela FUNALFA                        |            |
|        | Edifício Jesus de Oliveira                                                                        |                  | 21° 45′ 16″ S, 43° 21′ 11″ O | bem tombado pela FUNALFA                        |            |
|        | Edifício Wagner Pereira                                                                           |                  | 21° 45′ 36″ S, 43° 20′ 37″ O | bem tombado pela FUNALFA                        |            |
|        | Edifício do antigo Fórum – atual Câmara Municipal                                                 |                  | 21° 45′ 42″ S, 43° 21′ 01″ O | bem tombado pela FUNALFA                        |            |
|        | Edifício dos "Grupos Centrais"                                                                    |                  | 21° 45′ 48″ S, 43° 20′ 56″ O | bem tombado pela FUNALFA                        |            |
|        | Edifício sede da Agência da Empresa Brasileira de Correios e Telégrafos de Juiz de Fora           |                  | 21° 45′ 36″ S, 43° 20′ 56″ O | bem tombado pela FUNALFA                        |            |
|        | Escola Estadual Duque de Caxias                                                                   |                  | 21° 46′ 16″ S, 43° 20′ 51″ O | bem tombado pela FUNALFA                        |            |
|        | Escola Normal                                                                                     |                  | 21° 45′ 45″ S, 43° 20′ 35″ O | bem tombado pela FUNALFA                        |            |
|        | Estação Ferroviária de Valadares                                                                  |                  | 21° 45′ 29″ S, 43° 36′ 04″ O | bem tombado pela FUNALFA                        |            |
|        | Estação Mariano Procópio                                                                          |                  | 21° 44′ 52″ S, 43° 21′ 40″ O | bem tombado pela FUNALFA bem tombado pelo IPHAN |            |
|        | Fórum da Cultura                                                                                  |                  | 21° 45′ 48″ S, 43° 21′ 03″ O | bem tombado pela FUNALFA                        |            |
|        | Galeria Ali Halfeld                                                                               |                  | 21° 45′ 41″ S, 43° 20′ 53″ O | bem tombado pela FUNALFA                        |            |
|        | Galeria Azarias Vilela                                                                            |                  | 21° 45′ 41″ S, 43° 20′ 53″ O | bem tombado pela FUNALFA                        |            |
|        | Hotel Príncipe                                                                                    |                  | 21° 45′ 36″ S, 43° 20′ 39″ O | bem tombado pela FUNALFA                        |            |
|        | Hotel São Luis                                                                                    |                  | 21° 45′ 37″ S, 43° 20′ 42″ O | bem tombado pela FUNALFA                        |            |
|        | Igreja Nossa Senhora da Glória                                                                    |                  | 21° 45′ 01″ S, 43° 21′ 21″ O | bem tombado pela FUNALFA                        |            |
|        | Igreja de São Francisco e seus altares e santos                                                   |                  | 21° 48′ 46″ S, 43° 15′ 48″ O | bem tombado pela FUNALFA                        |            |
|        | Igreja de São Roque                                                                               |                  | 21° 45′ 10″ S, 43° 21′ 11″ O | bem tombado pela FUNALFA                        |            |
|        | Imóvel à Avenida Barão do Rio Branco, nº 3029                                                     |                  | 21° 46′ 06″ S, 43° 20′ 50″ O | bem tombado pela FUNALFA                        |            |
|        | Imóvel à Avenida Barão do Rio Branco, nº 3146                                                     |                  | 21° 46′ 11″ S, 43° 20′ 52″ O | bem tombado pela FUNALFA                        |            |
|        | Imóvel à Avenida Barão do Rio Branco, nº 3263                                                     |                  | 21° 46′ 14″ S, 43° 20′ 49″ O | bem tombado pela FUNALFA                        |            |
|        | Imóvel à Avenida Barão do Rio Branco, nº 3408                                                     |                  | 21° 46′ 19″ S, 43° 20′ 50″ O | bem tombado pela FUNALFA                        |            |
|        | Imóvel à Avenida Brasil, nº 2001                                                                  |                  | 21° 45′ 32″ S, 43° 20′ 38″ O | bem tombado pela FUNALFA bem tombado pelo IPHAN |            |
|        | Imóvel à Avenida Garibald Campinhos, nº 170                                                       |                  | 21° 45′ 12″ S, 43° 20′ 40″ O | bem tombado pela FUNALFA                        |            |
|        | Imóvel à Avenida Getúlio Vargas, nº 434                                                           |                  | 21° 45′ 38″ S, 43° 20′ 48″ O | bem tombado pela FUNALFA                        |            |
|        | Imóvel à Avenida Getúlio Vargas, nº 438                                                           |                  | 21° 45′ 38″ S, 43° 20′ 48″ O | bem tombado pela FUNALFA                        |            |
|        | Imóvel à Avenida Getúlio Vargas, nº 438A                                                          |                  | 21° 45′ 38″ S, 43° 20′ 48″ O | bem tombado pela FUNALFA                        |            |
|        | Imóvel à Avenida Getúlio Vargas, nº 444                                                           |                  | 21° 45′ 36″ S, 43° 20′ 47″ O | bem tombado pela FUNALFA                        |            |
|        | Imóvel à Avenida dos Andradas, nº 197                                                             |                  | 21° 45′ 16″ S, 43° 21′ 08″ O | bem tombado pela FUNALFA                        |            |
|        | Imóvel à Praça Dr. João Penido, nº 44                                                             |                  | 21° 45′ 35″ S, 43° 20′ 39″ O | bem tombado pela FUNALFA                        |            |
|        | Imóvel à Praça João Pessoa s/n                                                                    |                  | 21° 45′ 41″ S, 43° 20′ 53″ O | bem tombado pela FUNALFA                        |            |
|        | Imóvel à Rua Alencar Tristão, nº 236                                                              |                  | 21° 44′ 17″ S, 43° 21′ 39″ O | bem tombado pela FUNALFA                        |            |
|        | Imóvel à Rua Antonio Dias, nº 415                                                                 |                  | 21° 45′ 51″ S, 43° 20′ 35″ O | bem tombado pela FUNALFA                        |            |
|        | Imóvel à Rua Antônio Dias, nº 593                                                                 |                  | 21° 45′ 53″ S, 43° 20′ 41″ O | bem tombado pela FUNALFA                        |            |
|        | Imóvel à Rua Antônio Dias, nº 617                                                                 |                  | 21° 45′ 53″ S, 43° 20′ 41″ O | bem tombado pela FUNALFA                        |            |
|        | Imóvel à Rua Antônio Dias, nº 741                                                                 |                  | 21° 45′ 53″ S, 43° 20′ 45″ O | bem tombado pela FUNALFA                        |            |
|        | Imóvel à Rua Barão de Santa Helena, nº 165                                                        |                  | 21° 45′ 53″ S, 43° 20′ 41″ O | bem tombado pela FUNALFA                        |            |
|        | Imóvel à Rua Barão de Santa Helena, nº 181                                                        |                  | 21° 45′ 53″ S, 43° 20′ 41″ O | bem tombado pela FUNALFA                        |            |
|        | Imóvel à Rua Barão de Santa Helena, nº 195                                                        |                  | 21° 45′ 53″ S, 43° 20′ 41″ O | bem tombado pela FUNALFA                        |            |
|        | Imóvel à Rua Barão de Santa Helena, nº 201                                                        |                  | 21° 45′ 53″ S, 43° 20′ 41″ O | bem tombado pela FUNALFA                        |            |
|        | Imóvel à Rua Barão de Santa Helena, nº 211                                                        |                  | 21° 45′ 53″ S, 43° 20′ 41″ O | bem tombado pela FUNALFA                        |            |
|        | Imóvel à Rua Barão de Santa Helena, nº 217                                                        |                  | 21° 45′ 53″ S, 43° 20′ 41″ O | bem tombado pela FUNALFA                        |            |
|        | Imóvel à Rua Barão de Santa Helena, nº 229                                                        |                  | 21° 45′ 53″ S, 43° 20′ 41″ O | bem tombado pela FUNALFA                        |            |
|        | Imóvel à Rua Barão de Santa Helena, nº 245                                                        |                  | 21° 45′ 53″ S, 43° 20′ 41″ O | bem tombado pela FUNALFA                        |            |
|        | Imóvel à Rua Barão de Santa Helena, nº 249                                                        |                  | 21° 45′ 53″ S, 43° 20′ 41″ O | bem tombado pela FUNALFA                        |            |
|        | Imóvel à Rua Barão de Santa Helena, nº 257                                                        |                  | 21° 45′ 53″ S, 43° 20′ 41″ O | bem tombado pela FUNALFA                        |            |
|        | Imóvel à Rua Barão de Santa Helena, nº 265                                                        |                  | 21° 45′ 53″ S, 43° 20′ 41″ O | bem tombado pela FUNALFA                        |            |
|        | Imóvel à Rua Barão de Santa Helena, nº 269                                                        |                  | 21° 45′ 53″ S, 43° 20′ 41″ O | bem tombado pela FUNALFA                        |            |
|        | Imóvel à Rua Batista de Oliveira, nº 377                                                          |                  | 21° 45′ 33″ S, 43° 20′ 50″ O | bem tombado pela FUNALFA                        |            |
|        | Imóvel à Rua Batista de Oliveira, nº 483                                                          |                  | 21° 45′ 36″ S, 43° 20′ 49″ O | bem tombado pela FUNALFA                        |            |
|        | Imóvel à Rua Bernardo Mascarenhas, nº 1215                                                        |                  | 21° 44′ 32″ S, 43° 22′ 26″ O | bem tombado pela FUNALFA                        |            |
|        | Imóvel à Rua Dra. Maria Helena, nº 112                                                            |                  | 21° 45′ 24″ S, 43° 21′ 16″ O | bem tombado pela FUNALFA                        |            |
|        | Imóvel à Rua Halfeld, nº 1179                                                                     |                  | 21° 45′ 45″ S, 43° 21′ 11″ O | bem tombado pela FUNALFA                        |            |
|        | Imóvel à Rua Halfeld, nº 450                                                                      |                  | 21° 45′ 37″ S, 43° 20′ 46″ O | bem tombado pela FUNALFA                        |            |
|        | Imóvel à Rua Halfeld, nº 504                                                                      |                  | 21° 45′ 38″ S, 43° 20′ 48″ O | bem tombado pela FUNALFA                        |            |
|        | Imóvel à Rua Halfeld, nº 581                                                                      |                  | 21° 45′ 39″ S, 43° 20′ 49″ O | bem tombado pela FUNALFA                        |            |
|        | Imóvel à Rua Halfeld, nº 599                                                                      |                  | 21° 45′ 38″ S, 43° 20′ 48″ O | bem tombado pela FUNALFA                        |            |
|        | Imóvel à Rua Halfeld, nº 675                                                                      |                  | 21° 45′ 40″ S, 43° 20′ 53″ O | bem tombado pela FUNALFA                        |            |
|        | Imóvel à Rua Halfeld, nº 679                                                                      |                  | 21° 45′ 41″ S, 43° 20′ 53″ O | bem tombado pela FUNALFA                        |            |
|        | Imóvel à Rua Halfeld, nº 703                                                                      |                  | 21° 45′ 41″ S, 43° 20′ 53″ O | bem tombado pela FUNALFA                        |            |
|        | Imóvel à Rua Halfeld, nº 711                                                                      |                  | 21° 45′ 41″ S, 43° 20′ 53″ O | bem tombado pela FUNALFA                        |            |
|        | Imóvel à Rua Halfeld, nº 715                                                                      |                  | 21° 45′ 41″ S, 43° 20′ 53″ O | bem tombado pela FUNALFA                        |            |
|        | Imóvel à Rua Silva Jardim, nº 296                                                                 |                  | 21° 45′ 19″ S, 43° 21′ 11″ O | bem tombado pela FUNALFA                        |            |
|        | Imóvel à Rua Silva Jardim, nº 306                                                                 |                  | 21° 45′ 19″ S, 43° 21′ 11″ O | bem tombado pela FUNALFA                        |            |
|        | Imóvel à esquina da Rua Marechal Deodoro com a Praça Dr. João Penido                              |                  | 21° 45′ 34″ S, 43° 20′ 40″ O | bem tombado pela FUNALFA                        |            |
|        | Monumento Alfredo Lage                                                                            |                  | 21° 44′ 38″ S, 43° 21′ 15″ O | bem tombado pela FUNALFA                        |            |
|        | Monumento Anita Garibaldi                                                                         |                  |                              | bem tombado pela FUNALFA                        |            |
|        | Monumento Antônio Firjan                                                                          |                  | 21° 45′ 30″ S, 43° 21′ 21″ O | bem tombado pela FUNALFA                        |            |
|        | Monumento Belmiro Braga                                                                           |                  | 21° 45′ 41″ S, 43° 21′ 01″ O | bem tombado pela FUNALFA                        |            |
|        | Monumento Bernardo Mascarenhas                                                                    |                  | 21° 45′ 43″ S, 43° 20′ 38″ O | bem tombado pela FUNALFA                        |            |
|        | Monumento Caio Martins                                                                            |                  |                              | bem tombado pela FUNALFA                        |            |
|        | Monumento Camões                                                                                  |                  | 21° 45′ 39″ S, 43° 21′ 00″ O | bem tombado pela FUNALFA                        |            |
|        | Monumento Dilermando Cruz                                                                         |                  | 21° 45′ 30″ S, 43° 21′ 20″ O | bem tombado pela FUNALFA                        |            |
|        | Monumento Dom Justino                                                                             |                  | 21° 45′ 50″ S, 43° 20′ 58″ O | bem tombado pela FUNALFA                        |            |
|        | Monumento Dom Lasagna                                                                             |                  | 21° 44′ 50″ S, 43° 21′ 21″ O | bem tombado pela FUNALFA                        |            |
|        | Monumento Eduardo de Menezes                                                                      |                  |                              | bem tombado pela FUNALFA                        |            |
|        | Monumento Getúlio Vargas                                                                          |                  | 21° 45′ 25″ S, 43° 21′ 02″ O | bem tombado pela FUNALFA                        |            |
|        | Monumento Henrique Guilherme Fernando Halfeld                                                     |                  | 21° 45′ 39″ S, 43° 21′ 03″ O | bem tombado pela FUNALFA                        |            |
|        | Monumento Hermenegildo Villaça                                                                    |                  | 21° 45′ 40″ S, 43° 21′ 04″ O | bem tombado pela FUNALFA                        |            |
|        | Monumento Machado Sobrinho                                                                        |                  | 21° 45′ 39″ S, 43° 21′ 03″ O | bem tombado pela FUNALFA                        |            |
|        | Monumento Mariano Procópio                                                                        |                  | 21° 45′ 25″ S, 43° 21′ 01″ O | bem tombado pela FUNALFA                        |            |
|        | Monumento Menelick de Carvalho                                                                    |                  | 21° 45′ 28″ S, 43° 21′ 11″ O | bem tombado pela FUNALFA                        |            |
|        | Monumento Monsenhor Elias Maria Gorayeb                                                           |                  |                              | bem tombado pela FUNALFA                        |            |
|        | Monumento Obelisco                                                                                |                  | 21° 44′ 48″ S, 43° 21′ 17″ O | bem tombado pela FUNALFA                        |            |
|        | Monumento Oscar da Gama                                                                           |                  | 21° 45′ 41″ S, 43° 21′ 00″ O | bem tombado pela FUNALFA                        |            |
|        | Monumento Princesa Isabel                                                                         |                  | 21° 44′ 52″ S, 43° 21′ 38″ O | bem tombado pela FUNALFA                        |            |
|        | Monumento Procópio Teixeira                                                                       |                  | 21° 45′ 41″ S, 43° 21′ 03″ O | bem tombado pela FUNALFA                        |            |
|        | Monumento Rubem Dario                                                                             |                  | 21° 46′ 37″ S, 43° 20′ 36″ O | bem tombado pela FUNALFA                        |            |
|        | Monumento Zamenhoff                                                                               |                  | 21° 45′ 12″ S, 43° 21′ 30″ O | bem tombado pela FUNALFA                        |            |
|        | Monumento a Francisco Halfeld                                                                     |                  | 21° 45′ 39″ S, 43° 21′ 00″ O | bem tombado pela FUNALFA                        |            |
|        | Monumento ao Cristo Redentor                                                                      |                  | 21° 45′ 49″ S, 43° 21′ 27″ O | bem tombado pela FUNALFA                        |            |
|        | Monumento ao Trabalhador                                                                          |                  |                              | bem tombado pela FUNALFA                        |            |
|        | Monumento aos Expedicionários                                                                     |                  |                              | bem tombado pela FUNALFA                        |            |
|        | Monumento à Mestra Primária                                                                       |                  |                              | bem tombado pela FUNALFA                        |            |
|        | Morro do Imperador e entorno                                                                      |                  | 21° 45′ 48″ S, 43° 21′ 26″ O | bem tombado pela FUNALFA                        |            |
|        | Núcleo Histórico Urbano de Juiz de Fora (569 domicílios)                                          |                  | 21° 45′ 42″ S, 43° 21′ 04″ O | bem tombado pela FUNALFA                        |            |
|        | Padaria Glória                                                                                    |                  | 21° 45′ 36″ S, 43° 20′ 36″ O | bem tombado pela FUNALFA                        |            |
|        | Painel "As Quatro Estações"                                                                       |                  | 21° 45′ 41″ S, 43° 20′ 58″ O | bem tombado pela FUNALFA                        |            |
|        | Painel "Cavalos"                                                                                  |                  | 21° 45′ 41″ S, 43° 20′ 58″ O | bem tombado pela FUNALFA                        |            |
|        | Paço Municipal de Juiz de Fora                                                                    |                  | 21° 45′ 41″ S, 43° 21′ 00″ O | bem tombado pelo IEPHA                          |            |
|        | Prédio da Estação RFFSA e passarela anexa                                                         |                  | 21° 45′ 35″ S, 43° 20′ 36″ O | bem tombado pela FUNALFA                        |            |
|        | Remanescentes das antigas instalações da Cia Mineira de Eletricidade (Rua Espírito Santo, nº 467) |                  | 21° 45′ 47″ S, 43° 20′ 35″ O | bem tombado pela FUNALFA                        |            |
|        | Remanescentes das antigas instalações da Cia Mineira de Eletricidade (Rua Espírito Santo, s/n)    |                  | 21° 45′ 47″ S, 43° 20′ 35″ O | bem tombado pela FUNALFA                        |            |
|        | Seletivo da Antiga Estação Ferroviária                                                            |                  |                              | bem tombado pelo IPHAN                          |            |
|        | Tiro de Guerra 17                                                                                 |                  | 21° 45′ 16″ S, 43° 21′ 11″ O | bem tombado pela FUNALFA                        |            |
|        | Vertente Setentrional e Oriental do Morro do Redentor                                             |                  |                              | bem tombado pela FUNALFA                        |            |
|        | Villa Iracema                                                                                     |                  | 21° 45′ 48″ S, 43° 20′ 40″ O | bem tombado pela FUNALFA                        |            |

∑ 151 items.